# Hinterstoder
Hinterstoder – miejscowość i gmina w Austrii, położona w kraju związkowym Górna Austria, w powiecie Kirchdorf an der Krems, w paśmie górskim Totes Gebirge. Jest znaną bazą narciarską, ośrodkiem sportowym i turystycznym. Gmina składa się z czterech blisko położonych miejscowości: Hinterberg, Hinterstoder, Mitterstoder, Vordertambergau. Liczy 900 mieszkańców.
Czasem odbywają się tu zawody Pucharu Świata w narciarstwie alpejskim.

## Galeria

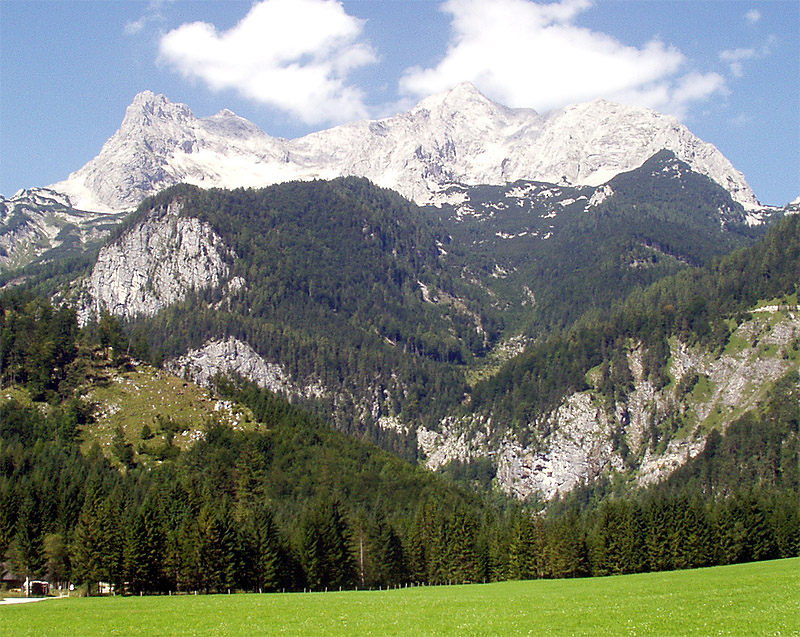
Großer Priel - najwyższy szczyt okolicy
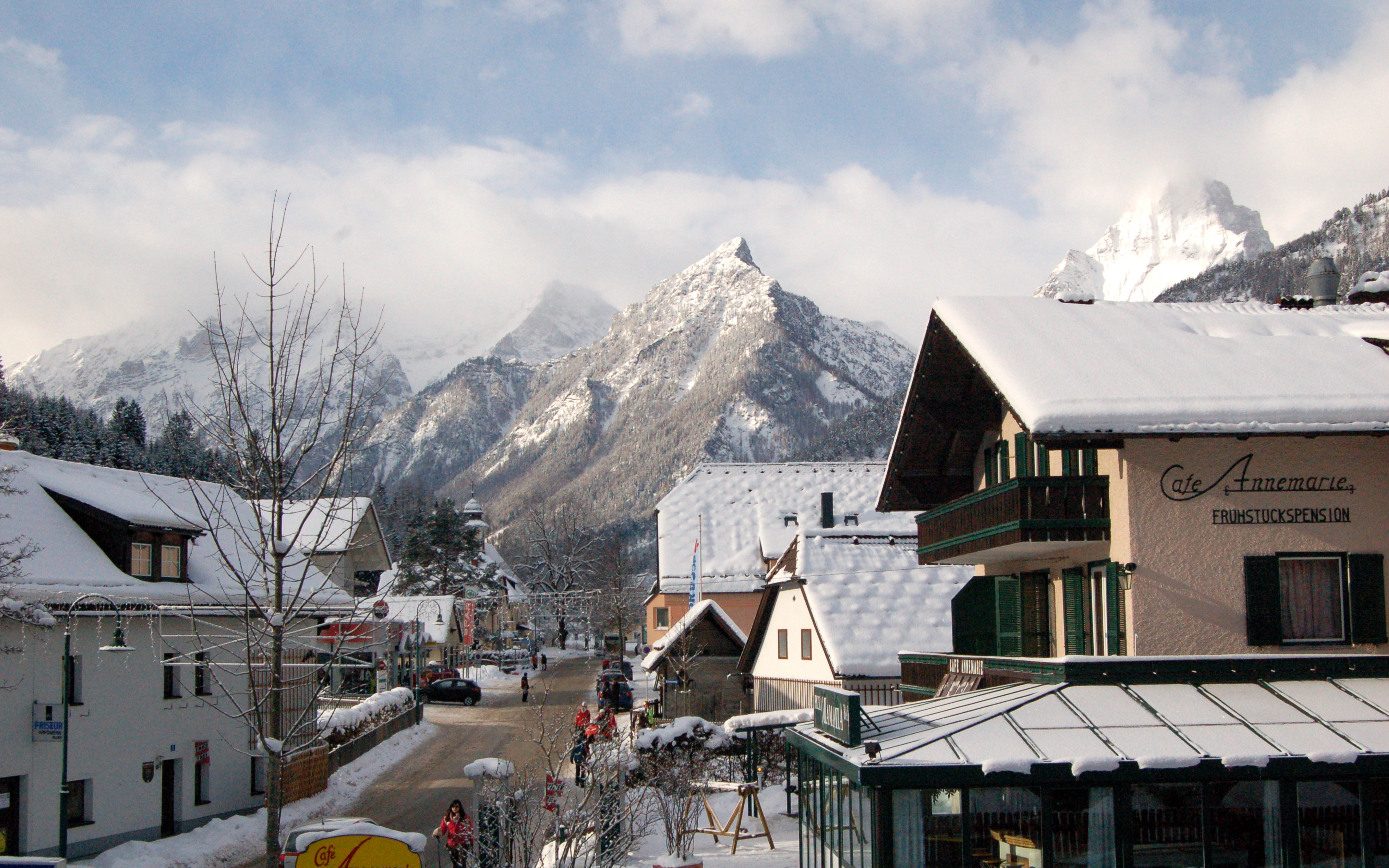
Hinterstoder
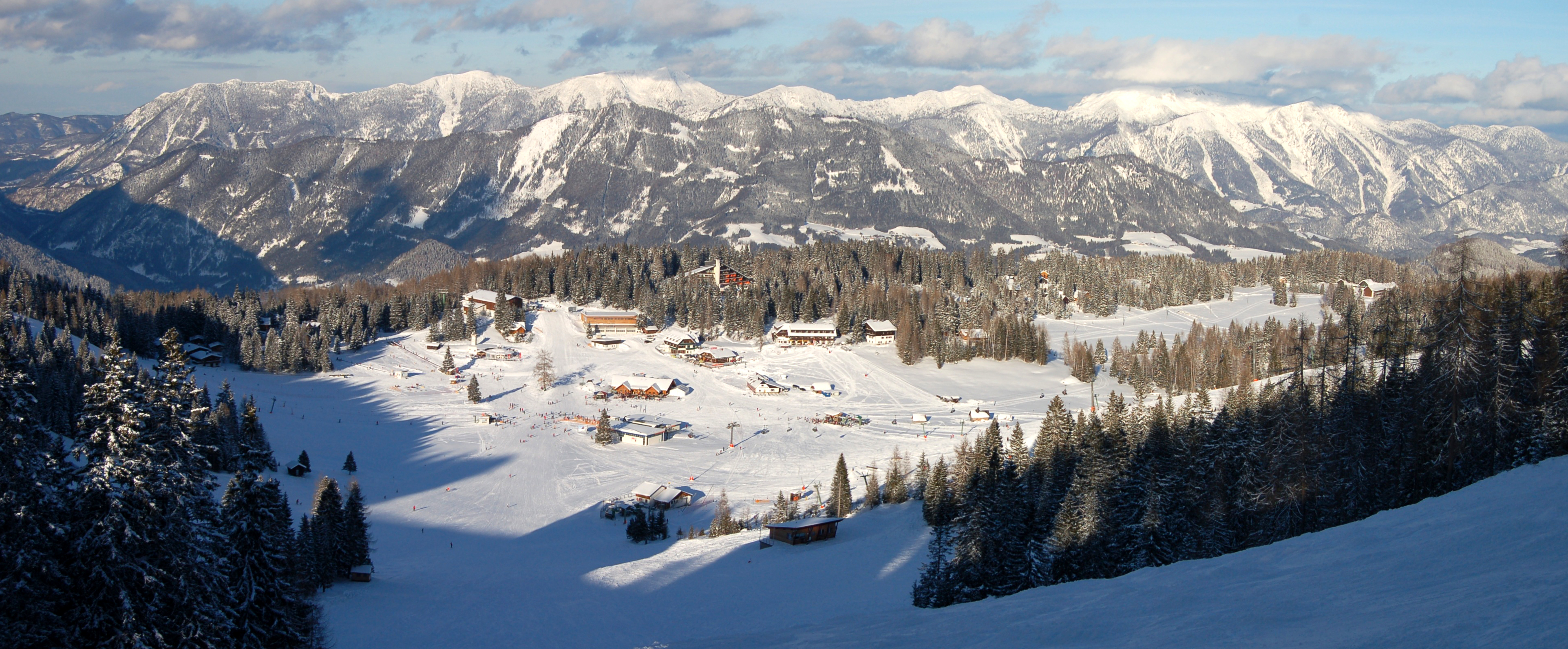
Stok narciarski Hutterer Höss w Hinterstoder